# Septième district congressionnel de Californie
 (juin 2022).
La mise en forme du texte ne suit pas les recommandations de Wikipédia : il faut le « wikifier ».
Les points d'amélioration suivants sont les cas les plus fréquents :
- Les titres sont pré-formatés par le logiciel. Ils ne sont ni en capitales, ni en gras.
- Le texte ne doit pas être écrit en capitales (les noms de famille non plus), ni en gras, ni en italique, ni en « petit »…
- Le gras n'est utilisé que pour surligner le titre de l'article dans l'introduction, une seule fois.
- L'italique est rarement utilisé : mots en langue étrangère, titres d'œuvres, noms de bateaux, etc.
- Les citations ne sont pas en italique mais en corps de texte normal. Elles sont entourées par des guillemets français : « et ».
- Les listes à puces sont à éviter, des paragraphes rédigés étant largement préférés. Les tableaux sont à réserver à la présentation de données structurées (résultats, etc.).
- Les appels de note de bas de page (petits chiffres en exposant, introduits par l'outil «  Source ») sont à placer entre la fin de phrase et le point final[comme ça].
- Les liens internes (vers d'autres articles de Wikipédia) sont à choisir avec parcimonie. Créez des liens vers des articles approfondissant le sujet. Les termes génériques sans rapport avec le sujet sont à éviter, ainsi que les répétitions de liens vers un même terme.
- Les liens externes sont à placer uniquement dans une section « Liens externes », à la fin de l'article. Ces liens sont à choisir avec parcimonie suivant les règles définies. Si un lien sert de source à l'article, son insertion dans le texte est à faire par les notes de bas de page.
- La présentation des références doit suivre les conventions bibliographiques. Il est recommandé d'utiliser les modèles {{Ouvrage}}, {{Chapitre}}, {{Article}}, {{Lien web}} et/ou {{Bibliographie}}. Le mode d'édition visuel peut mettre en forme automatiquement les références.
- Insérer une infobox (cadre d'informations à droite) n'est pas obligatoire pour parachever la mise en page.

Pour une aide détaillée, merci de consulter Aide:Wikification.
Si vous pensez que ces points ont été résolus, vous pouvez retirer ce bandeau et améliorer la mise en forme d'un autre article.
Le 7e district congressionnel de Californie est un district situé en Californie. Doris Matsui, une Démocrate, représente le district depuis janvier 2023.
Actuellement, il englobe le sud du Comté de Sacramento, une partie du Comté de Yolo et une infime partie du Comté de Solano. Il comprend tout Sacramento au sud de l'American River, y compris le centre-ville de Sacramento et ses banlieues de West Sacramento, Elk Grove et Galt. C'est un district fortement Démocrate. Avant le redécoupage en 2021, il se trouvait entièrement dans le Comté de Sacramento et comprenait les banlieues est et sud de Sacramento.

## Compétitivité
Contenant la majeure partie de la capitale de l'État de Sacramento, le 7e est actuellement un district solidement démocrate avec un indice CPVI D+17

### Registre des affiliations politique
Les nombres ci-dessous proviennent du Secrétaire d'État de Californie :
| Affiliation politique de Californie | Affiliation politique de Californie | Affiliation politique de Californie |
| ----------------------------------- | ----------------------------------- | ----------------------------------- |
| Parti                               | Parti                               | %                                   |
|                                     | Démocrate                           | 38,99                               |
|                                     | Républicain                         | 33,45                               |
|                                     | Pas de préférence                   | 22,33                               |
|                                     | American Independant                | 3,20                                |
|                                     | Libertarien                         | 0,95                                |
|                                     | Paix et Liberté                     | 0,47                                |
|                                     | Vert                                | 0,43                                |
|                                     | Autre                               | 0,18                                |

### Historique de vote
| Année | Poste      | Résultats                      |
| ----- | ---------- | ------------------------------ |
| 1992  | Président  | Clinton 60,8 % - 22,3 %        |
| 1992  | Sénateur   | Feinstein 70,0 % - 23,7 %      |
| 1992  | Sénateur   | Boxer 63,2 % - 27,4 %          |
| 2000  | Président  | Gore 68,7 % - 26,8 %           |
| 2000  | Sénateur   | Feinstein 69,0 % - 24,4 %      |
| 2002  | Gouverneur | Davis 59,7 % - 29,1 %          |
| 2003  | Rappel,    | Non 60,8 % - 39,2 %            |
| 2003  | Rappel,    | Bustamante (en) 44,3 %- 34,5 % |
| 2004  | Président  | Kerry 67,1 % - 31,8 %          |
| 2004  | Sénateur   | Boxer 69,3 % - 26,9 %          |
| 2006  | Gouverneur | Angelides (en) 50,4 % - 44,0 % |
| 2006  | Sénateur   | Feinstein 71,0 % - 23,6 %      |
| 2008  | Président  | Barack Obama 71,4 % - 26,4 %   |
| 2010  | Gouverneur | Brown 67,1 % - 28,3 %          |
| 2010  | Sénateur   | Boxer 65,4 % - 29,4 %          |
| 2012  | Président  | Obama 50,8 % - 46,8 %          |
| 2012  | Sénateur   | Feinstein 53,5 % - 46,5 %      |
| 2014  | Gouverneur | Brown 56,2 % - 43,8 %          |
| 2016  | Président  | Clinton 52,3 % - 40,9 %        |
| 2016  | Sénateur   | Harris 65,3 % - 34,7 %         |
| 2018  | Gouverneur | Newsom 52,0 % - 48,0 %         |
| 2018  | Sénateur   | Feinstein 50,7 % - 49,3 %      |
| 2020  | Président  | Biden 55,6 % - 41,9 %          |
| 2021  | Rappel     | Non 54,0 % - 46,0 %            |
| 2022  | Gouverneur | Newsom 63,8 % - 36,2 %         |
| 2022  | Sénat      | Padilla 66,1 % - 33,9 %        |

## Liste des Représentants du district
| Membre                        | Parti       | Année                           | Congrès        | Histoire électorale | Zone géographique                                                                                                 |
| ----------------------------- | ----------- | ------------------------------- | -------------- | --- | --- |
| District créée le 4 mars 1893 |             |                                 |                | | |
| William W. Bowers (en)        | Républicain | 4 mars 1893 - 3 mars 1897       | 53,5453e , 54e | Redécoupage depuis le 6e district et réélu en 1892. Réélu en 1894. perd sa réélection. | Fresno, Kern, Kings, Madera, Merced, Orange, Riverside, San Benito, San Bernardino, San Diego, Stanislaus, Tulare |
| Curtis H. Castle (en)         | Populiste   | 4 mars 1897 - 3 mars 1899       | 55e            | Élu en 1896. perd sa réélection. | Fresno, Kern, Kings, Madera, Merced, Orange, Riverside, San Benito, San Bernardino, San Diego, Stanislaus, Tulare |
| James C. Needham (en)         | Républicain | 4 mars 1899 - 3 mars 1903       | 56e , 57e      | Élu en 1898. Réélu en 1900. Redécoupage vers le 6e district. | Fresno, Kern, Kings, Madera, Merced, Orange, Riverside, San Benito, San Bernardino, San Diego, Stanislaus, Tulare |
| James McLachlan (en)          | Républicain | 4 mars 1903 - 3 mars 1911       | 58e - 61e      | Redécoupage depuis le 6e district et réélu en 1902. Réélu en 1904. Réélu en 1906. Réélu en 1908. perd sa renomination. | Los Angeles |
| William Stephens              | Républicain | 4 mars 1911 - 3 mars 1913       | 62e            | Élu en 1910. Redécoupage vers le 10e district. | Los Angeles |
| Denver S. Church (en)         | Démocrate   | 4 mars 1913 - 3 mars 1919       | 63e - 65e      | Élu en 1912. Réélu en 1914. Réélu en 1916. Retrait. | Fresno, Kern, Kings, Madera, Merced,Stanislaus, Tulare                                                            |
| Henry E. Barbour (en)         | Républicain | 4 mars 1919 - 3 mars 1933       | 66e - 72e      | Élu en 1918. Réélu en 1920. Réélu en 1922. Réélu en 1924. Réélu en 1926. Réélu en 1928. Réélu en 1930. perd sa réélection. | Fresno, Kern, Kings, Madera, Merced,Stanislaus, Tulare                                                            |
| Ralph R. Eltse (en)           | Républicain | 4 mars 1933 - 3 janvier 1935    | 73e            | Élu en 1932. perd sa réélection. | Alameda, Contra Costa                                                                                             |
| John H. Tolan (en)            | Démocrate   | 3 janvier 1935 - 3 janvier 1943 | 74e - 77e      | Élu en 1934. Réélu en 1936. Réélu en 1938. Réélu en 1940. Réélu en 1942. Réélu en 1944. | Alameda, Contra Costa                                                                                             |
| John H. Tolan (en)            | Démocrate   | 3 janvier 1943 - 3 janvier 1947 | 78e , 79e      | Élu en 1934. Réélu en 1936. Réélu en 1938. Réélu en 1940. Réélu en 1942. Réélu en 1944. | Alameda (Oakland)                                                                                                 |
| John J. Allen Jr. (en)        | Républicain | 3 janvier 1947 - 3 janvier 1959 | 80e - 85e      | Élu en 1946. Réélu en 1948. Réélu en 1950. Réélu en 1952. Réélu en 1954. Réélu en 1956. perd sa réélection. | Alameda (Oakland)                                                                                                 |
| Jeffery Cohelan (en)          | Démocrate   | 3 janvier 1959 - 3 janvier 1971 | 86e - 91e      | Élu en 1958. Réélu en 1960. Réélu en 1962. Réélu en 1964. Réélu en 1966. Réélu en 1968. perd sa renomination. | Alameda (Oakland)                                                                                                 |
| Ron Dellums                   | Démocrate   | 3 janvier 1971 - 3 janvier 1975 | 92e , 93e      | Élu en 1970. Réélu en 1972. Redécoupage vers le 8e district. | Alameda (Oakland)                                                                                                 |
| George Miller (en)            | Démocrate   | 3 janvier 1975 - 3 janvier 2013 | 94e - 112e     | Élu en 1974. Réélu en 1976. Réélu en 1978. Réélu en 1980. Réélu en 1982. Réélu en 1984. Réélu en 1986. Réélu en 1988. Réélu en 1990. Réélu en 1992. Réélu en 1994. Réélu en 1996. Réélu en 1998. Réélu en 2000. Réélu en 2002. Réélu en 2004. Réélu en 2006. Réélu en 2008. Réélu en 2010. Redécoupage vers le 11e district. | Contra Costa |
| George Miller (en)            | Démocrate   | 3 janvier 1975 - 3 janvier 2013 | 94e - 112e     | Élu en 1974. Réélu en 1976. Réélu en 1978. Réélu en 1980. Réélu en 1982. Réélu en 1984. Réélu en 1986. Réélu en 1988. Réélu en 1990. Réélu en 1992. Réélu en 1994. Réélu en 1996. Réélu en 1998. Réélu en 2000. Réélu en 2002. Réélu en 2004. Réélu en 2006. Réélu en 2008. Réélu en 2010. Redécoupage vers le 11e district. | Contra Costa (en majorité)                                                                                        |
| George Miller (en)            | Démocrate   | 3 janvier 1975 - 3 janvier 2013 | 94e - 112e     | Élu en 1974. Réélu en 1976. Réélu en 1978. Réélu en 1980. Réélu en 1982. Réélu en 1984. Réélu en 1986. Réélu en 1988. Réélu en 1990. Réélu en 1992. Réélu en 1994. Réélu en 1996. Réélu en 1998. Réélu en 2000. Réélu en 2002. Réélu en 2004. Réélu en 2006. Réélu en 2008. Réélu en 2010. Redécoupage vers le 11e district. | Contra Costa (partie Nord-Ouest), Solano(partie Sud-Ouest)                                                        |
| George Miller (en)            | Démocrate   | 3 janvier 1975 - 3 janvier 2013 | 94e - 112e     | Élu en 1974. Réélu en 1976. Réélu en 1978. Réélu en 1980. Réélu en 1982. Réélu en 1984. Réélu en 1986. Réélu en 1988. Réélu en 1990. Réélu en 1992. Réélu en 1994. Réélu en 1996. Réélu en 1998. Réélu en 2000. Réélu en 2002. Réélu en 2004. Réélu en 2006. Réélu en 2008. Réélu en 2010. Redécoupage vers le 11e district. | 2003-2013 Contra Costa (partie Nord), Solano (partie Ouest)                                                       |
| Ami Bera                      | Démocrate   | 3 janvier 2013 - 3 janvier 2023 | 113e - 117e    | Élu en 2012. Réélu en 2014. Réélu en 2016. Réélu en 2018. Réélu en 2020. Redécoupage vers le 6e district. | 2013-2023 Sacramento (partie Est)                                                                                 |
| ' Doris Matsui                | Démocrate   | 3 janvier 2023 - en cours       | 118e - 119e    | Redécoupage depuis le 6e district et réélue en 2022. Réélue en 2024. | 2023 - en cours Comté de Sacramento, parts de Solano et Yolo                                                      |

## Résultats des récentes élections
Voici les résultats des dix précédents cycles électoraux dans le district.

### 2004
| Élection de 2004 du 7e district congressionnel de Californie | Élection de 2004 du 7e district congressionnel de Californie | Élection de 2004 du 7e district congressionnel de Californie | Élection de 2004 du 7e district congressionnel de Californie | Élection de 2004 du 7e district congressionnel de Californie |
| ------------------------------------------------------------ | ------------------------------------------------------------ | ------------------------------------------------------------ | ------------------------------------------------------------ | ------------------------------------------------------------ |
| Parti                                                        | Parti                                                        | Candidat                                                     | Votes                                                        | %                                                            |
|                                                              | Démocrate                                                    | George Miller (en) (sortant)                                 | 166 831                                                      | 76,1                                                         |
|                                                              | Républicain                                                  | Charles R. Hargrave                                          | 52 446                                                       | 23,9                                                         |
| Total des votes                                              | Total des votes                                              | Total des votes                                              | 219 277                                                      | 100 %                                                        |
|                                                              | Les Démocrates conservent                                    |                                                              |                                                              |                                                              |

### 2006
| Élection de 2006 du 7e district congressionnel de Californie | Élection de 2006 du 7e district congressionnel de Californie | Élection de 2006 du 7e district congressionnel de Californie | Élection de 2006 du 7e district congressionnel de Californie | Élection de 2006 du 7e district congressionnel de Californie |
| ------------------------------------------------------------ | ------------------------------------------------------------ | ------------------------------------------------------------ | ------------------------------------------------------------ | ------------------------------------------------------------ |
| Parti                                                        | Parti                                                        | Candidat                                                     | Votes                                                        | %                                                            |
|                                                              | Démocrate                                                    | George Miller (en) (sortant)                                 | 118 000                                                      | 84,0                                                         |
|                                                              | Libertarien                                                  | Camden McConnell                                             | 22 486                                                       | 16,0                                                         |
| Total des votes                                              | Total des votes                                              | Total des votes                                              | 140 486                                                      | 100 %                                                        |
|                                                              | Les Démocrates conservent                                    |                                                              |                                                              |                                                              |

### 2008
| Élection de 2008 du 7e district congressionnel de Californie | Élection de 2008 du 7e district congressionnel de Californie | Élection de 2008 du 7e district congressionnel de Californie | Élection de 2008 du 7e district congressionnel de Californie | Élection de 2008 du 7e district congressionnel de Californie |
| ------------------------------------------------------------ | ------------------------------------------------------------ | ------------------------------------------------------------ | ------------------------------------------------------------ | ------------------------------------------------------------ |
| Parti                                                        | Parti                                                        | Candidat                                                     | Votes                                                        | %                                                            |
|                                                              | Démocrate                                                    | George Miller (en) (sortant)                                 | 170 962                                                      | 72,82                                                        |
|                                                              | Républicain                                                  | Roger Allen Petersen                                         | 51 166                                                       | 21,79                                                        |
|                                                              | Paix et Liberté                                              | Bill Callison                                                | 6 695                                                        | 2,85                                                         |
|                                                              | Libertarien                                                  | Camden McConnell                                             | 5 950                                                        | 2,53                                                         |
| Total des votes                                              | Total des votes                                              | Total des votes                                              | 234 773                                                      | 100 %                                                        |
|                                                              | Les Démocrates conservent                                    |                                                              |                                                              |                                                              |

### 2010
| Élection de 2010 du 7e district congressionnel de Californie | Élection de 2010 du 7e district congressionnel de Californie | Élection de 2010 du 7e district congressionnel de Californie | Élection de 2010 du 7e district congressionnel de Californie | Élection de 2010 du 7e district congressionnel de Californie |
| ------------------------------------------------------------ | ------------------------------------------------------------ | ------------------------------------------------------------ | ------------------------------------------------------------ | ------------------------------------------------------------ |
| Parti                                                        | Parti                                                        | Candidat                                                     | Votes                                                        | %                                                            |
|                                                              | Démocrate                                                    | George Miller (en) (sortant)                                 | 122 435                                                      | 68,0                                                         |
|                                                              | Républicain                                                  | Rick Tubbs                                                   | 56 764                                                       | 32,0                                                         |
| Total des votes                                              | Total des votes                                              | Total des votes                                              | 179 199                                                      | 100 %                                                        |
|                                                              | Les Démocrates conservent                                    |                                                              |                                                              |                                                              |

### 2012
| Élection de 2012 du 7e district congressionnel de Californie | Élection de 2012 du 7e district congressionnel de Californie | Élection de 2012 du 7e district congressionnel de Californie | Élection de 2012 du 7e district congressionnel de Californie | Élection de 2012 du 7e district congressionnel de Californie |
| ------------------------------------------------------------ | ------------------------------------------------------------ | ------------------------------------------------------------ | ------------------------------------------------------------ | ------------------------------------------------------------ |
| Parti                                                        | Parti                                                        | Candidat                                                     | Votes                                                        | %                                                            |
|                                                              | Démocrate                                                    | Ami Berra                                                    | 141 241                                                      | 51,7                                                         |
|                                                              | Républicain                                                  | Dan Lungren (sortant)                                        | 132 050                                                      | 48,3                                                         |
| Total des votes                                              | Total des votes                                              | Total des votes                                              | 138 376                                                      | 100 %                                                        |
|                                                              | Les Démocrates prennent aux Républicains                     |                                                              |                                                              |                                                              |

### 2014
| Élection de 2014 du 7e district congressionnel de Californie | Élection de 2014 du 7e district congressionnel de Californie | Élection de 2014 du 7e district congressionnel de Californie | Élection de 2014 du 7e district congressionnel de Californie | Élection de 2014 du 7e district congressionnel de Californie |
| ------------------------------------------------------------ | ------------------------------------------------------------ | ------------------------------------------------------------ | ------------------------------------------------------------ | ------------------------------------------------------------ |
| Parti                                                        | Parti                                                        | Candidat                                                     | Votes                                                        | %                                                            |
|                                                              | Démocrate                                                    | Ami Berra (sortant)                                          | 92 521                                                       | 50,4                                                         |
|                                                              | Républicain                                                  | Doug Ose                                                     | 91 066                                                       | 49,6                                                         |
| Total des votes                                              | Total des votes                                              | Total des votes                                              | 183 587                                                      | 100 %                                                        |
|                                                              | Les Démocrates conservent                                    |                                                              |                                                              |                                                              |

### 2016
| Élection de 2016 du 7e district congressionnel de Californie | Élection de 2016 du 7e district congressionnel de Californie | Élection de 2016 du 7e district congressionnel de Californie | Élection de 2016 du 7e district congressionnel de Californie | Élection de 2016 du 7e district congressionnel de Californie |
| ------------------------------------------------------------ | ------------------------------------------------------------ | ------------------------------------------------------------ | ------------------------------------------------------------ | ------------------------------------------------------------ |
| Parti                                                        | Parti                                                        | Candidat                                                     | Votes                                                        | %                                                            |
|                                                              | Démocrate                                                    | Ami Berra (sortant)                                          | 152 133                                                      | 51,2                                                         |
|                                                              | Républicain                                                  | Scott Jones (en)                                             | 145 168                                                      | 48,8                                                         |
| Total des votes                                              | Total des votes                                              | Total des votes                                              | 297 301                                                      | 100 %                                                        |
|                                                              | Les Démocrates conservent                                    |                                                              |                                                              |                                                              |

### 2018
| Élection de 2018 du 7e district congressionnel de Californie | Élection de 2018 du 7e district congressionnel de Californie | Élection de 2018 du 7e district congressionnel de Californie | Élection de 2018 du 7e district congressionnel de Californie | Élection de 2018 du 7e district congressionnel de Californie |
| ------------------------------------------------------------ | ------------------------------------------------------------ | ------------------------------------------------------------ | ------------------------------------------------------------ | ------------------------------------------------------------ |
| Parti                                                        | Parti                                                        | Candidat                                                     | Votes                                                        | %                                                            |
|                                                              | Démocrate                                                    | Ami Berra (sortant)                                          | 155 016                                                      | 55,0                                                         |
|                                                              | Républicain                                                  | Andrew Grant                                                 | 126 601                                                      | 45,0                                                         |
| Total des votes                                              | Total des votes                                              | Total des votes                                              | 281 617                                                      | 100 %                                                        |
|                                                              | Les Démocrates conservent                                    |                                                              |                                                              |                                                              |

### 2020
| Élection de 2020 du 7e district congressionnel de Californie | Élection de 2020 du 7e district congressionnel de Californie | Élection de 2020 du 7e district congressionnel de Californie | Élection de 2020 du 7e district congressionnel de Californie | Élection de 2020 du 7e district congressionnel de Californie |
| ------------------------------------------------------------ | ------------------------------------------------------------ | ------------------------------------------------------------ | ------------------------------------------------------------ | ------------------------------------------------------------ |
| Parti                                                        | Parti                                                        | Candidat                                                     | Votes                                                        | %                                                            |
|                                                              | Démocrate                                                    | Ami Berra (sortant)                                          | 217 416                                                      | 56,6                                                         |
|                                                              | Républicain                                                  | Buzz Patterson                                               | 166 549                                                      | 43,4                                                         |
| Total des votes                                              | Total des votes                                              | Total des votes                                              | 383 965                                                      | 100 %                                                        |
|                                                              | Les Démocrates conservent                                    |                                                              |                                                              |                                                              |

### 2022
La Californie a tenu sa Primaire Jungle le 7 juin 2022, selon ce système de Primaire, tous les candidats sont sur le même bulletin de vote, et les deux arrivés en tête s'affronteront le jour de l'Élection Générale, à savoir le 8 novembre 2022.
| Primaire Jungle 2022 du 7e district congressionnel de Californie | Primaire Jungle 2022 du 7e district congressionnel de Californie | Primaire Jungle 2022 du 7e district congressionnel de Californie | Primaire Jungle 2022 du 7e district congressionnel de Californie | Primaire Jungle 2022 du 7e district congressionnel de Californie |
| ---------------------------------------------------------------- | ---------------------------------------------------------------- | ---------------------------------------------------------------- | ---------------------------------------------------------------- | ---------------------------------------------------------------- |
| Parti                                                            | Parti                                                            | Candidat                                                         | Votes                                                            | %                                                                |
|                                                                  | Démocrate                                                        | Doris Matsui (sortante)                                          | 94 896                                                           | 63,2                                                             |
|                                                                  | Républicain                                                      | Max Semenenko                                                    | 42 728                                                           | 28,5                                                             |
|                                                                  | Démocrate                                                        | Jimmy Fremgen                                                    | 12 550                                                           | 8,4                                                              |

| Élection de 2022 du 7e district congressionnel de Californie | Élection de 2022 du 7e district congressionnel de Californie | Élection de 2022 du 7e district congressionnel de Californie | Élection de 2022 du 7e district congressionnel de Californie | Élection de 2022 du 7e district congressionnel de Californie |
| ------------------------------------------------------------ | ------------------------------------------------------------ | ------------------------------------------------------------ | ------------------------------------------------------------ | ------------------------------------------------------------ |
| Parti                                                        | Parti                                                        | Candidat                                                     | Votes                                                        | %                                                            |
|                                                              | Démocrate                                                    | Doris Matsui (sortante)                                      | 150 618                                                      | 68,3                                                         |
|                                                              | Républicain                                                  | Max Semenenko                                                | 70 033                                                       | 31,7                                                         |
| Total des votes                                              | Total des votes                                              | Total des votes                                              | 220 651                                                      | 100 %                                                        |
|                                                              | Les Démocrates conservent                                    |                                                              |                                                              |                                                              |

## Frontières historiques du district

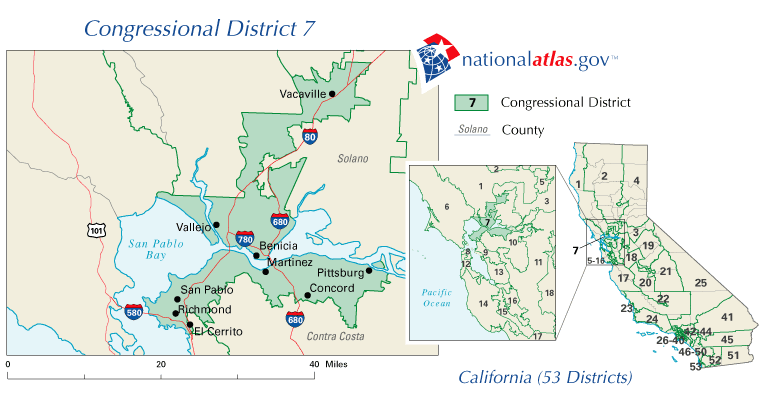
2003 - 2013

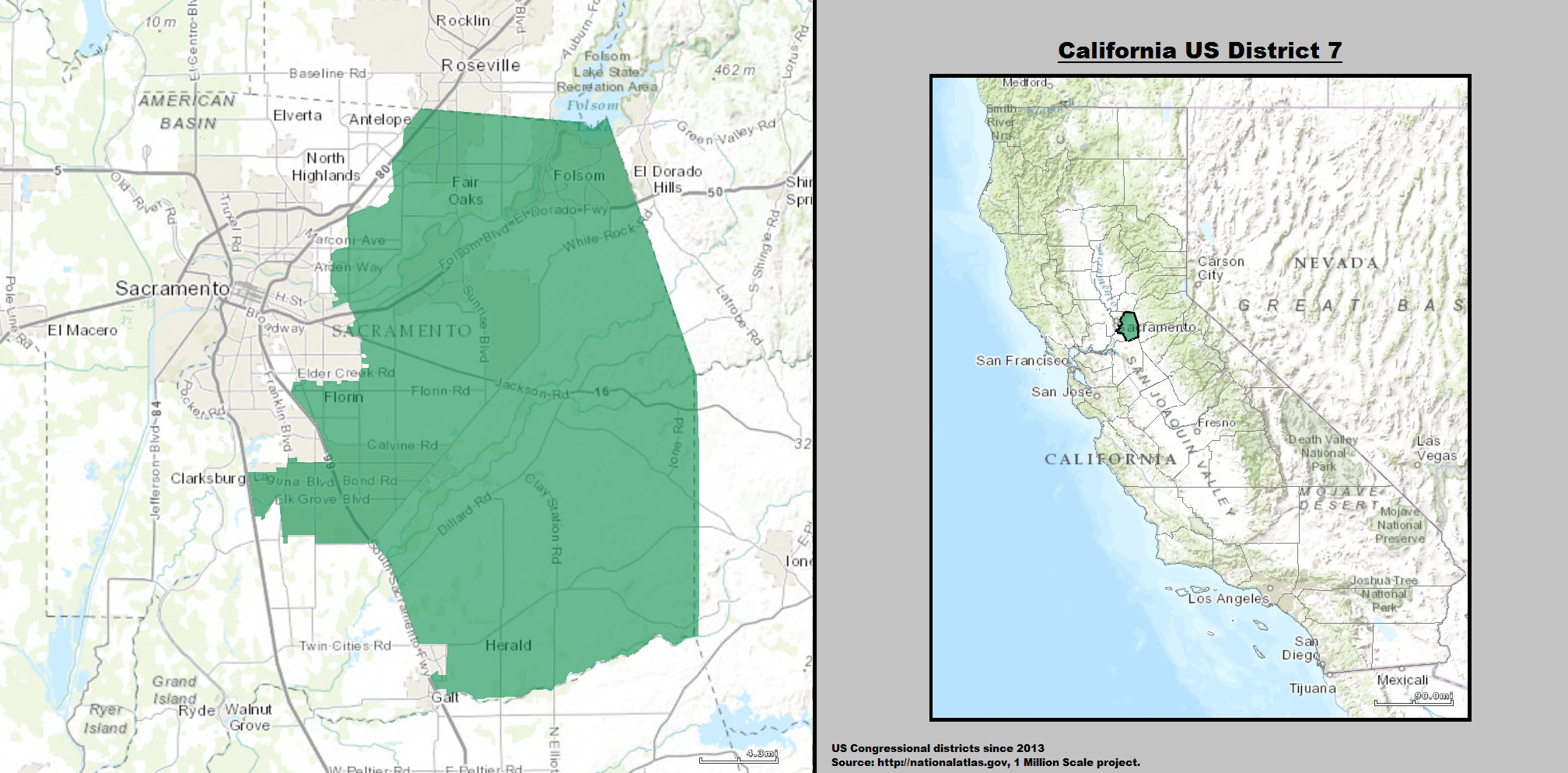
2013 - 2023

### 2024
La Californie a tenu sa Primaire Jungle le 5 mars 2024, selon ce système de Primaire, tous les candidats sont sur le même bulletin de vote, et les deux arrivés en tête s'affronteront le jour de l'Élection Générale, à savoir le 5 novembre 2024.
| Primaire Jungle 2024 du 7e district congressionnel de Californie | Primaire Jungle 2024 du 7e district congressionnel de Californie | Primaire Jungle 2024 du 7e district congressionnel de Californie | Primaire Jungle 2024 du 7e district congressionnel de Californie | Primaire Jungle 2024 du 7e district congressionnel de Californie |
| ---------------------------------------------------------------- | ---------------------------------------------------------------- | ---------------------------------------------------------------- | ---------------------------------------------------------------- | ---------------------------------------------------------------- |
| Parti                                                            | Parti                                                            | Candidat                                                         | Votes                                                            | %                                                                |
|                                                                  | Démocrate                                                        | Doris Matsui (sortante)                                          | 89 485                                                           | 56,6                                                             |
|                                                                  | Républicain                                                      | Tom Silva                                                        | 48 943                                                           | 30,9                                                             |
|                                                                  | Démocrate                                                        | David Mandel                                                     | 20 057                                                           | 12,7                                                             |

| Élection de 2022 du 7e district congressionnel de Californie | Élection de 2022 du 7e district congressionnel de Californie | Élection de 2022 du 7e district congressionnel de Californie | Élection de 2022 du 7e district congressionnel de Californie | Élection de 2022 du 7e district congressionnel de Californie |
| ------------------------------------------------------------ | ------------------------------------------------------------ | ------------------------------------------------------------ | ------------------------------------------------------------ | ------------------------------------------------------------ |
| Parti                                                        | Parti                                                        | Candidat                                                     | Votes                                                        | %                                                            |
|                                                              | Démocrate                                                    | Doris Matsui (sortante)                                      | 197 429                                                      | 66,8                                                         |
|                                                              | Républicain                                                  | Tom Silva                                                    | 98 341                                                       | 33,2                                                         |
| Total des votes                                              | Total des votes                                              | Total des votes                                              | 295 770                                                      | 100 %                                                        |
|                                                              | Les Démocrates conservent                                    |                                                              |                                                              |                                                              |